# Theo Custers
Theo Laurent Custers (* 10. August 1950 in Gent) ist ein ehemaliger belgischer Fußballspieler.

## Spielerkarriere
Custers begann seine Karriere beim Waterschei SV Thor Genk dem heutigen KRC Genk. 1975 wechselte er zu Royal Antwerpen. In Antwerpen spielte er sechs Jahre, ehe er nach Spanien zu Espanyol Barcelona wechselte. Beim kleinen Bruder des FC Barcelona stand Custers zwei Jahre zwischen den Pfosten. 1983 kehrte er nach Belgien zurück und unterschrieb einen Vertrag beim KV Mechelen. 1986 wechselte er zum KSV Bornem in die unteren belgischen Klassen um seine Karriere ausklingen zu lassen. Custers gewann keinen einzigen Titel in seiner gesamten Karriere.
Custers nahm an der Fußball-Europameisterschaft 1980 in Italien teil und wurde dort mit dem Team Vizeeuropameister. Bei der Fußball-Weltmeisterschaft 1982 in Spanien schied er mit den Belgiern in der Zwischenrunde als Gruppenletzter aus. Insgesamt wurde er zwischen 1977 und 1982 29 Mal in die belgische Nationalmannschaft einberufen, brachte es aber lediglich auf zehn Länderspieleinsätze zwischen 1979 und 1982.